# Гіперболічне дерево

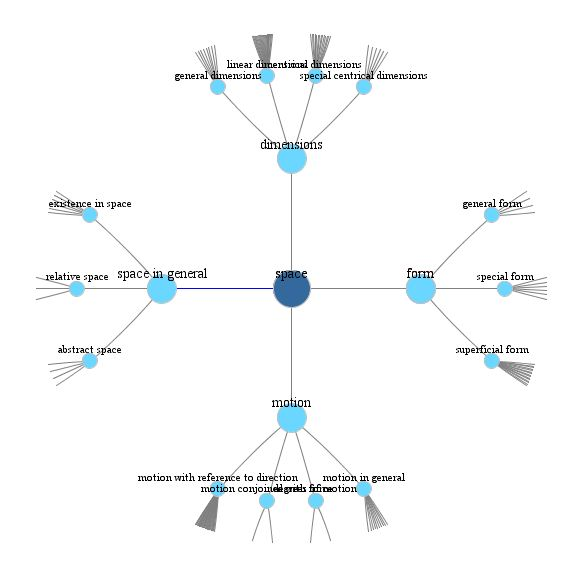
Вузли, що знаходяться у фокусі, переміщуються в центр диска, при цьому всі ближні зв'язки розміщуються навколо них. В цей час поза фокусом залишаються вузли, що не цікавлять нас. Вони розміщуються ближче до краю диска, і стають майже непомітними

Гіперболі́чне де́рево (гіпердерево) — це метод графічного представлення інформації, що використовується для візуалізації великих ієрархій. Даний метод базується на принципах гіперболічної геометрії і часто використовується у вебдодатках.
При відображенні ієрархічних даних у вигляді дерев, часто виникає так званий візуальний безлад, оскільки кількість вузлів на кожному наступному рівні може зростати в геометричній прогресії. Саме тому, для великих ієрархій, використовуються гіперболічні дерева, як метод візуалізації інформації.

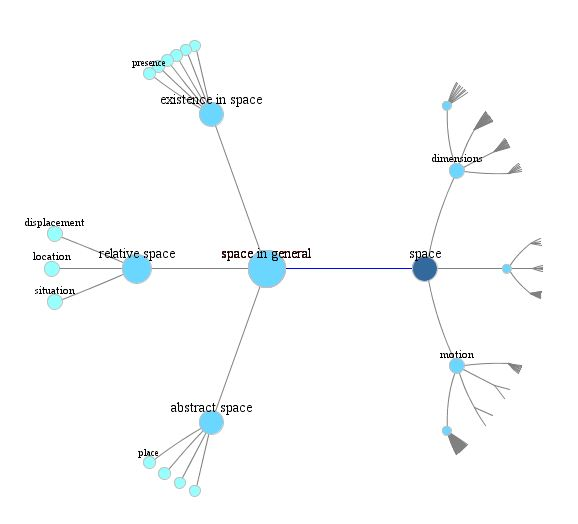
Тепер у центрі диску зображено вузол 'Space in general', а вузол 'Space' відійшов на задній план

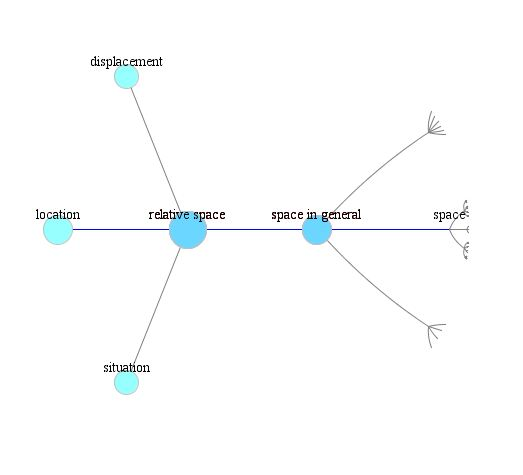
Тепер у центрі диску зображено вузол 'Relative space', а вузли 'Space in general' і 'Space' відійшли на задній план

Один з підходів використання гіперболічного дерева вперше запропонували Джон Лемпінг, Рамана Рао та Пітер Піроллі. У своїй праці вони визначали, що гіперболічні дерева використовують гіперболічний простір, який має значно більше місця, ніж Евклідів простір. Тобто, лінійне збільшення радіуса кола в Евклідовому просторі розширює його межі лінійно, в той час, як в гіперболічному просторі межі розширюються в геометричній прогресії, що дозволяє організовувати дерева в гіперболічному просторі більш лаконічно.
Для зображення гіперболічних дерев зазвичай використовують модель Пуанкаре, або модель Клейна. Обидві моделі дають змогу відобразити всю гіперболічну площину на одному диску, таким чином, що ціле гіперболічне дерево зі всіма зв'язками можна побачити відразу. У центрі диску відображається центральна точка ієрархії. Далі від неї розташовані інші вузли, при цьому, чим далі вони знаходяться від центральної точки (ближче до кордонів диска), ти менше вони помітні. Для зміщення фокусу використовується перетворення Мебіуса, тобто, при зміні точки, що знаходиться в центрі уваги, дотичні до неї вузли переміщуються до центру диска, а інші, відходять на тло, ближче до краю диска.